# 西大邱駅
西大邱駅（ソテグえき）は、大韓民国大邱広域市西区にある韓国鉄道公社（KORAIL）京釜線の駅。

## 駅構造
島式ホーム2面4線を有する地上駅。

## 歴史
- 2022年3月31日 - 開業。
- 2024年12月14日 - 大慶線が開業[1]。

## 隣の駅
韓国鉄道公社
京釜高速線
KTX
金泉(亀尾)駅（京釜高速線直通）- 西大邱駅 - 東大邱駅
京釜線
大慶線
倭館駅 - 西大邱駅 - 大邱駅